# Adventure
|  | Aquest article tracta sobre la pel·lícula de 1945. Vegeu-ne altres significats a «Adventure (Atari 2600)». |

Adventure és una pel·lícula estatunidenca estrenada el 1945, basada en la novel·la The Anointed de Clyde Brion Davis. Clark Gable i Greer Garson fan de mariner i de bibliotecària. Era la primera pel·lícula postguerra de Gable i el text repetit al tràiler de la pel·lícula era "Gable torna i Garson l'enganxa!" Va ser dirigida per Victor Fleming, un dels directors favorits de Gable.

## Argument
Un mariner mercant, amb una vida prou despreocupada, coneix a una dòcil bibliotecària de la que s'enamora. Aviat, però, descobreix que la seva vida és el mar i que no pot seguir amb ella.

## Repartiment
- Clark Gable: Harry Patterson
- Greer Garson: Emily Sears
- Joan Blondell: Helen Melohn
- Thomas Mitchell: Mudgin
- Tom Tully: Gus
- John Qualen: Model T
- Richard Haydn: Emo
- Lina Romay: Maria
- Philip Merivale: Old Ramon Estado
- Harry Davenport: Dr. Ashlon
- Tito Renaldo: El jove Ramon Estado

## Al voltant de la pel·lícula
Victor Fleming va realitzar la pel·lícula a petició de Gable.

## Rebuda
- És un estrany poti-poti de farsa i paràbola […] amb alternances de pallassada i alta comèdia, prudentment minimitzant les emocions, i patetisme. […] el diàleg d'alguna manera agafadors|controls cap amunt sota la pressió, i hi ha unes quantes seqüències meravelloses [...]. Garson adaptable […] abastos del seu paper amb brillar. Però l'atractiu del film és l'inimitable, perdurable Clark Gable, torna de la guerra i encara està fort.[2]
- "Entre totes les lleis de Hollywood, alguna classe de fissió nuclear hauria d'haver tingut lloc quan la Metro va posar Greer Garson i Clark Gable junts en una pel·lícula. […] Però alguna cosa va anar malament [...]. Els guionistes van proporcionar un guió vergonyosament ximple [...]. El millor que podem dir de la Garson és que intenta comportar-se de manera moderadament natural. Desafortunadament, no reïx. […] Pel que fa a Mr. Gable, amb la seva cara fosca, lasciva, estireganyosa, .... Aquesta vegada parla també fort, cridant  Ha!  despectivament massa vegades.[3]
- "Jutjada com una pífia en el moment de la seva estrena,  Adventure  és de fet una petita pel·lícula decent. […] Gable fa una bona actuació i està fa orgullós de l'escena en la qual salva la vida de la seva criatura. Greer Garson està preciosa, i Joan Blondell i Thomas Mitchell roben un parell|parella d'escenes de manera bastant manejable. La direcció de Victor Fleming és incoherent, bastant bona en algunes seccions i ineficaç en altres[4]